# Save the Population
Save the Population – piosenka kalifornijskiego zespołu muzycznego Red Hot Chili Peppers. Wraz z utworem "Fortune Faded" została wydana jako singel na składance Greatest Hits. 
Utwór dotyczy wokalisty zespołu Red Hot Chili Peppers – Anthony'ego Kiedisa.